# Метлайф-Билдинг
Метлайф-Билдинг (англ. MetLife Building, до 1981 года Pan Am Building) — небоскрёб в США, в Манхэттене между 44 и 45 улицами, Вандербилт Авеню и DePew Place, Нью-Йорк. Имеет восьмиугольную форму, оснащено площадкой для посадки вертолётов, которая после несчастного случая с пятью жертвами в 1977 году была повторно закрыта.
Дизайн здания был основан на нереализованном проекте небоскрёба в Алжире архитектора Ле Корбюзье.
Строительство здания началось в 1960 и закончилось в 1963 году. Здание имеет 59 этажей и находится на 43 месте по высоте среди небоскрёбов Нью-Йорка.
До 1981 года в здании было расположено управление авиакомпании Pan American World Airways. С 1981 здание выкупила Metropolitan Life Insurance Company, в связи с чем и поменялось его название.

## Галерея

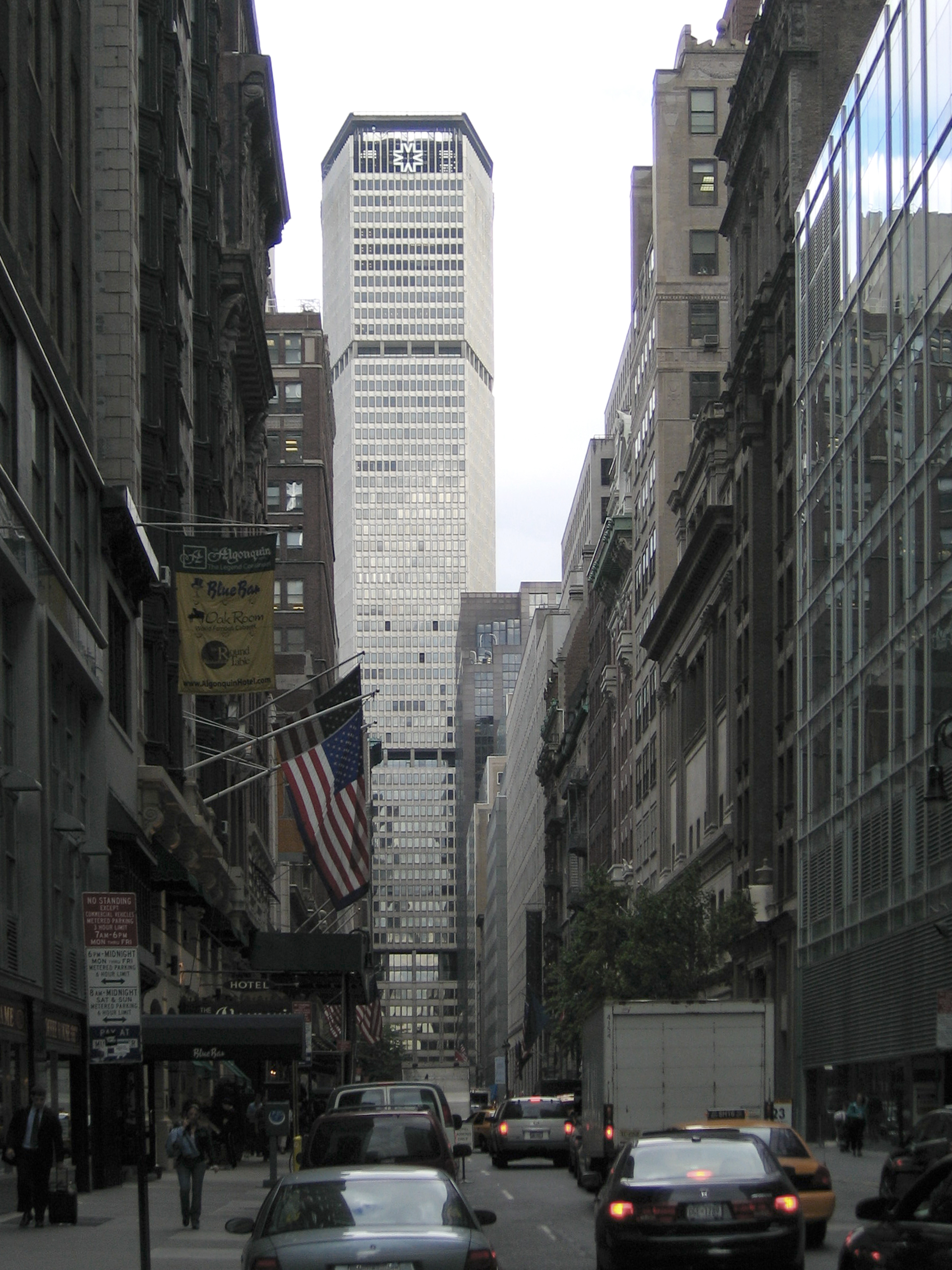
Восточная сторона здания
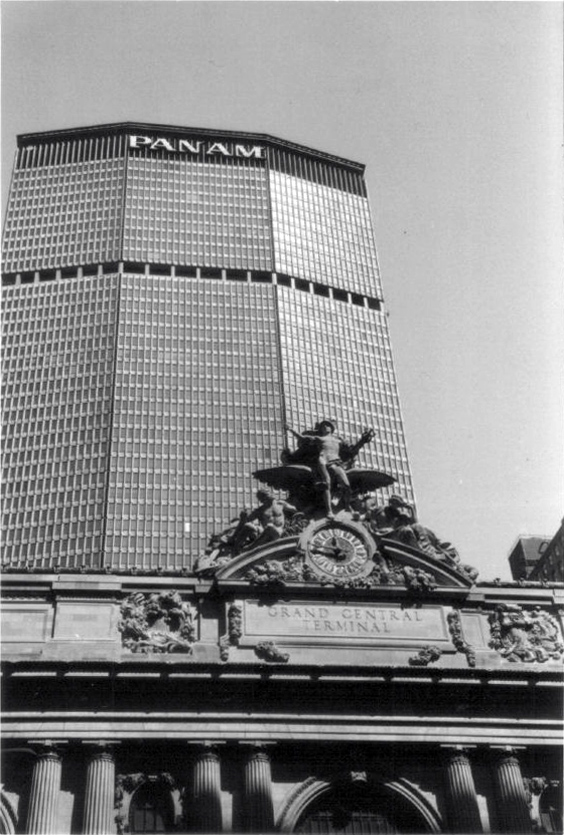
Здание в 80-х годах: ещё при старом названии Pan Am Building
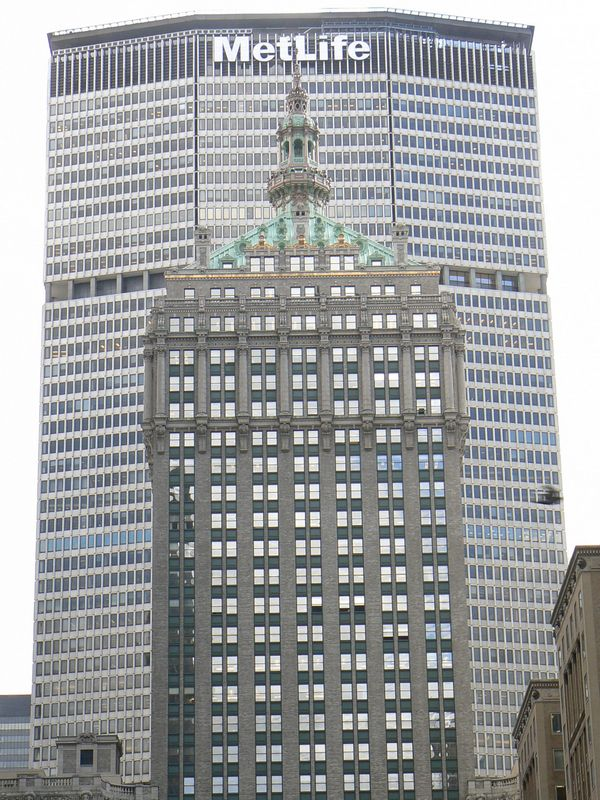
Здание Helmsley Building на фоне здания
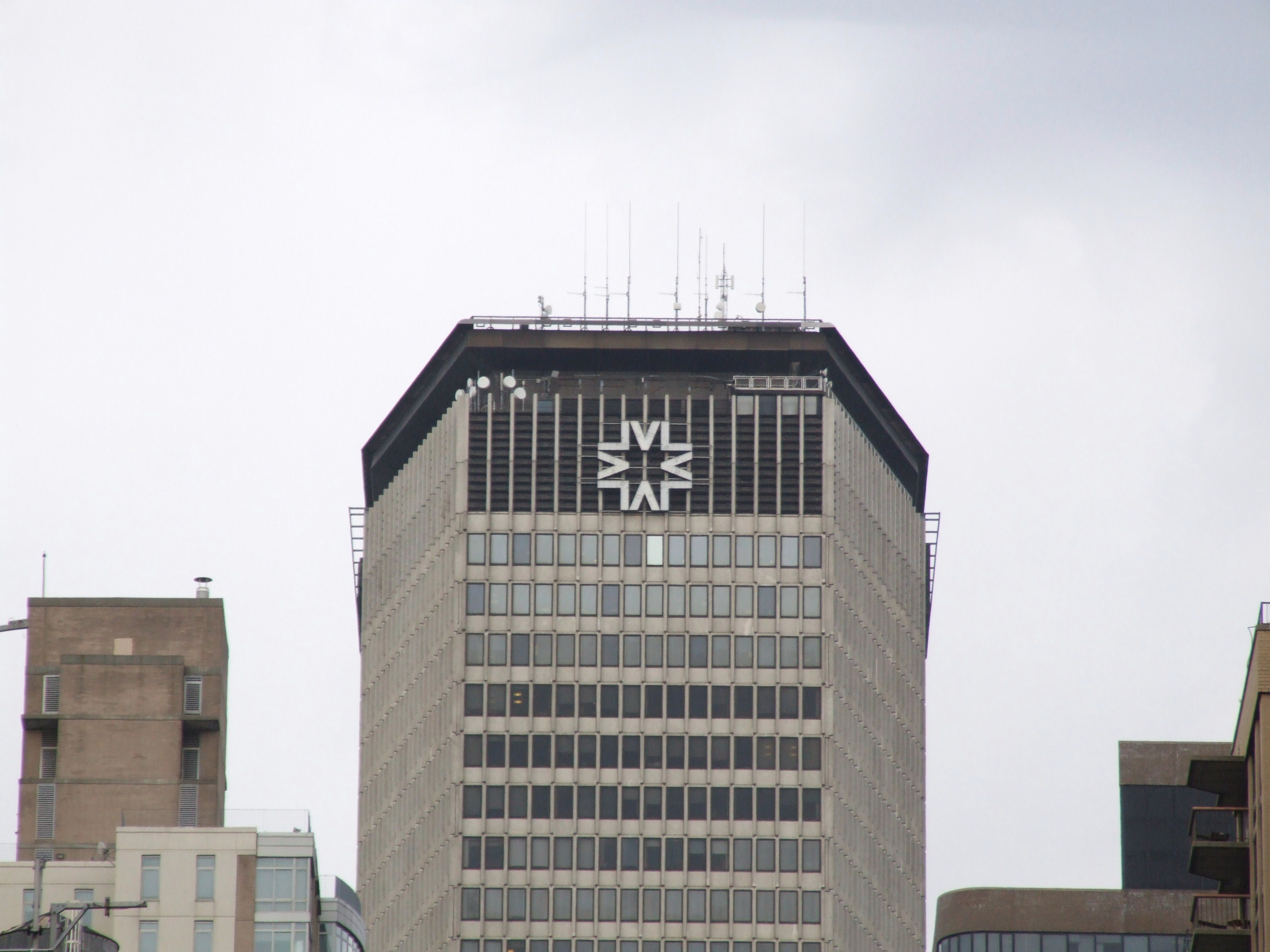
Верхние этажи здания
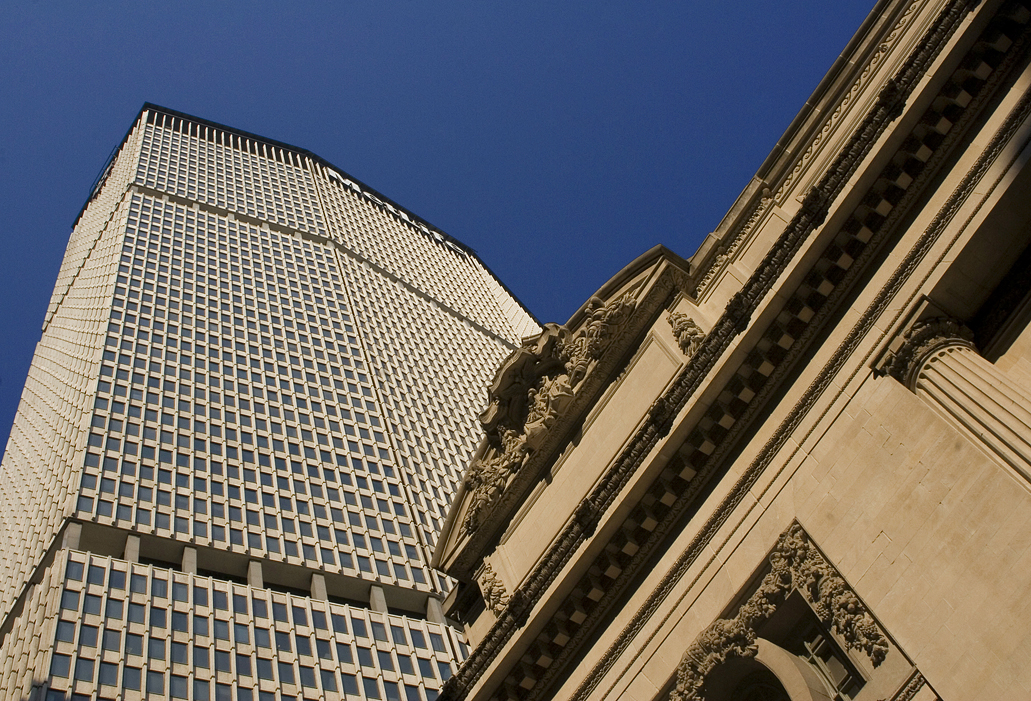
Вид снизу, с боковой стены Центрального вокзала